# Hierophis
Genre
Hierophis est un genre de serpents de la famille des Colubridae.

## Répartition
Les trois espèces de ce genre se rencontrent en Europe du Sud et au Moyen-Orient.

## Liste des espèces
Selon The Reptile Database (23 août 2015) :
- Hierophis andreanus (Werner, 1917)
- Hierophis gemonensis (Laurenti, 1768)
- Hierophis viridiflavus (Lacépède, 1789)

## Publication originale
- Fitzinger, 1843 : Systema Reptilium, fasciculus primus, Amblyglossae. Braumüller et Seidel, Wien, p. 1-106 (texte intégral).